# Château de Panker
Le château de Panker est un château situé à Panker dans l'arrondissement de Plön (Schleswig-Holstein) en Allemagne.

## Historique

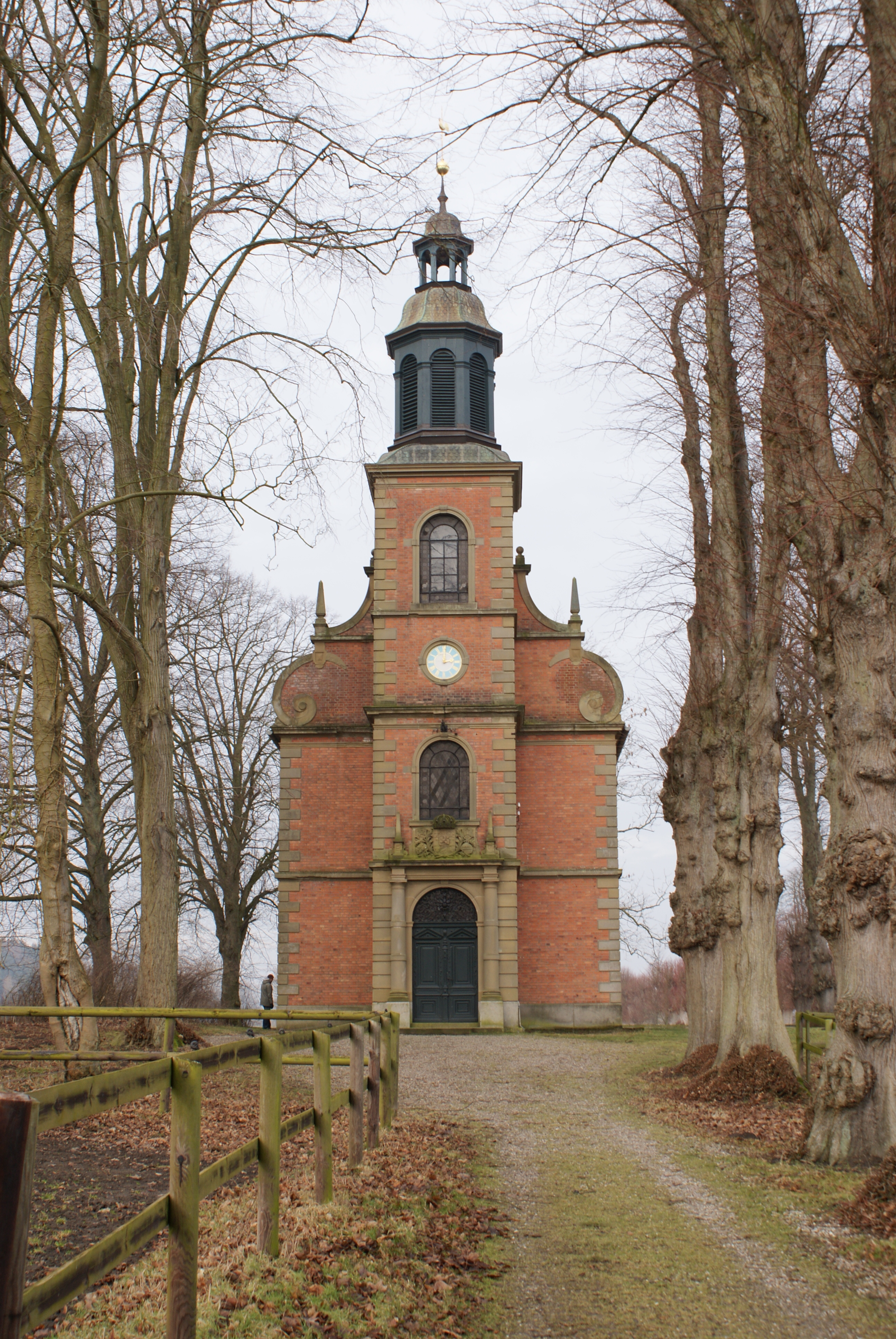
La chapelle du domaine

Un domaine seigneurial existe depuis l'époque des Wendes. C'est la famille von Rantzau (de) qui en est propriétaire à la fin du Moyen Âge. Elle est citée dans les documents dès le XIVe siècle et se divise en plusieurs branches qui possèdent d'immenses domaines dans la région. Le château est construit en 1650. Hans von Rantzau le vend peu avant sa mort en 1740.
Le roi Frédéric Ier de Suède, né seigneur de Hesse-Cassel, achète la propriété pour 88 000 thalers, puis pour 138 000 thalers les domaines voisins de Schmoel près de Schwartbuck, et de Hohenfelde, près de Schönberg (Holstein). Il le fait pour établir ses enfants, nés de son mariage morganatique avec la comtesse Hedwige Ulrique Taube (morte en 1744), écartés du trône de Suède. Ils sont titrés comtes de Hessenstein par permission de l'empereur du Saint-Empire en 1741. Son fils aîné, le comte Frédéric-Guillaume de Hessenstein (1735-1808) s'y établit et il hérite des quatre domaines à la mort de son frère puîné en 1769. Il obtient l'immédiateté d'Empire à titre personnel pour ses terres. Mort célibataire, ses terres passent au landgrave Charles de Hesse-Cassel (1744-1836), gendre du roi Frédéric V de Danemark, en fidéicommis. Il était gouverneur (statthalter) du Schleswig-Holstein pour la couronne du Danemark et résidait au château de Gottorf. 
Même si les domaines sont bien exploités, le château est peu habité sinon par le landgrave Frédéric-Guillaume II de Hesse-Cassel, fils d'une princesse de Danemark et son épouse Anne de Prusse (1836-1918). Leur fils Frédéric-Charles de Hesse-Cassel y est né. Toute sa vie, ce beau-frère du Kaiser Guillaume II, gendre du Kaiser éclairé et libéral Frédéric III, aura des relations étroites avec la couronne du Danemark. Il est même nommé roi de Finlande pendant quelques mois, pendant la Grande Guerre. 
Le domaine est parcellisé et vendu en partie après 1918 et au moment de la crise économique. La famille de Hesse-Cassel créé en 1928 une fondation, la Hessische Hausstiftung, pour gérer ce qui lui reste.  
Le château est restauré en 1954 et l'on y installe un haras de trakehners, originaires de la province de Prusse-Orientale. Aujourd'hui, le prince Heinrich Donatus de Hesse-Cassel a ouvert certaines pièces du château au public.